# ميخائيل بروخوروف

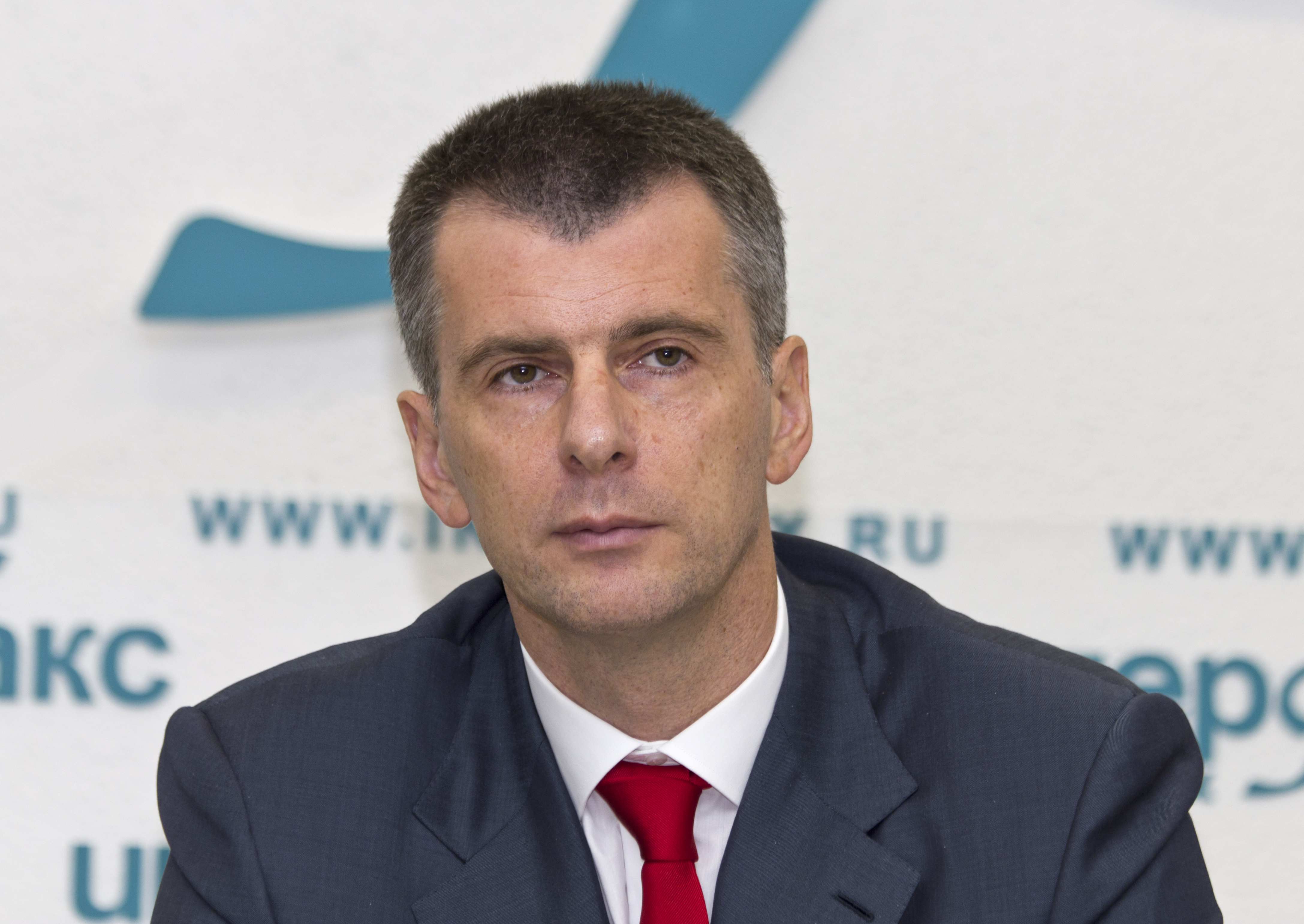

ميخائيل ديمترييفتش بروخورف (بالروسية: Михаил Дмитриевич Прóхоров، مواليد 3 مايو، 1965) هو ملياردير روسي ومالك فريق كرة السلة الأمريكي بروكلين نتس. بعد تخرجه في معهد موسكو للعلوم المالية، شق طريقه في القطاع المالي، وأصبح واحدًا من الصناعيين الروس الرواد في قطاع المعادن النفيسة. أثناء إدارته لشركة نورلسكي نيكل، أصبحت الشركة الأكبر في العالم في إنتاج النيكل والبلاديوم. وهو رئيس مجلس الإدارة السابق لبلوس زولوتو، أكبر منتج للذهب في روسيا. في 25 يونيو 2011 انتُخب ميخائيل بروخوروف رئيسًا لحزب القضية العادلة. وفي 12 ديسمبر 2011 أعلن بروخورف عزمه الترشح مستقلًا في انتخابات الرئاسة الروسية 2012. وحصل على 7.98% من الأصوات وحل بذلك ثالثًا بعد غينادي زوغانوف وفلاديمير بوتين.

## روابط خارجية
- ميخائيل بروخوروف على موقع IMDb (الإنجليزية)
- ميخائيل بروخوروف على موقع الموسوعة البريطانية (الإنجليزية)
- ميخائيل بروخوروف على موقع مونزينجر (الألمانية)
- ميخائيل بروخوروف على موقع كينوبويسك (الروسية)